# Попытка государственного переворота в Ливии (2014)
Две попытки государственного переворота были предприняты фельдмаршалом Халифом Хафтаром, главой ЛНА, в феврале и мае 2014 года. 

## Предыстория
C 2012 года Ливией управлял Всеобщий национальный конгресс (ВНК). Избрание в июне 2013 года Нури Абу Сахмейна на должность председателя ВНК стало символом того, что приверженцы радикального ислама установили контроль над деятельностью конгресса. ВНК не проводил мероприятий по борьбе с влиянием исламистских группировок, не смог создать эффективную полицию и армию и принял шариат в качестве основы для всего государственного законодательства в декабре 2013 года. 

В феврале 2014 года срок полномочий национального конгресса истёк, однако 23 декабря 2013 года ВНК принял решение о продлении своих полномочий до конца 2014 года. Это решение вызвало массовые протесты граждан Ливии во многих городах, в том числе в Триполи, Эль-Байда, Тобрукe и Адждабии. 
По сообщениям Хафтара, утром 14 февраля верные ему силы взяли под свой контроль основные учреждения Ливии. По телевидению он сообщил, что приостановил работу Всеобщего национального конгресса и правительства Ливии;  приказал Всеобщему национальному конгрессу распуститься и призвал к формированию временного правительства, которое должно было организовать выборы, намеченные на 25 июня. ВНК проигнорировал требование, назвав действия генерала государственным переворотом. 
Хафтар утверждал, что работает от имени Ливийского республиканского альянса, а также то, что силы, верные ему, были в Триполи; хотя фельдмаршал также подчёркивал, что он не совершал переворот, а «исправлял революцию», которая, по его мнению, пошла по неправильному пути.
Однако мировое сообщество не признало правительство Халифа Хафтара. Армия и население также не восприняли это правительство, и де-факто и де-юре — заполучить реальную власть генерал и мятежники не смогли. Министр обороны Ливии Абдулла Аль-Тинни объявил, что Хафтар и верные ему силы считаются вне закона и назвал их нелегитимными. 
18 мая войска Хафтара штурмовали здание парламента в Триполи, но получили отпор и отступили. 